# Phlyarus rufoscapus
Phlyarus rufoscapus là một loài bọ cánh cứng trong họ Cerambycidae.